# Dia Internacional per a l'Abolició de l'Esclavitud
El Dia Internacional per a l'Abolició de l'Esclavitud és un dia internacional que se celebra com a esdeveniment anual el 2 de desembre, organitzat des de 1986 per l'Assemblea General de les Nacions Unides.
La 'Convenció per a la repressió del tràfic de persones i de l'explotació de la prostitució aliena' va ser aprovada per l'Assemblea General de les Nacions Unides el 2 de desembre de 1949. A més, per resolució 57/195 de 18 de desembre de 2002, l'Assemblea va proclamar l'any 2004 l'Any Internacional per a la commemoració de la lluita contra l'esclavitud i la seva abolició.
L'objectiu de la celebració d'aquest dia és reclamar l'erradicació de les formes contemporànies d'esclavitud, com són el tràfic de persones, l'explotació sexual, el treball infantil, el matrimoni forçat i el reclutament de nens per utilitzar-los en conflictes armats.